# Cèlia Suñol i Pla
Cèlia Suñol i Pla (née le 5 mai 1899 à Barcelone et morte le 8 juin 1986) est une écrivaine catalane.

## Biographie
Née à Barcelone le 1899, elle est fille de l'homme politique Antoni Suñol i Pla (ca) et d'Antònia Pla i Manent. Dans sa jeunesse, le décès de ses parents marque un tournant dans sa vie. En 1921, malade de la tuberculose, elle se rend en Suisse pour recevoir des soins. Elle y rencontre Kaj Hansen, qu'elle épouse au Danemark en 1922. Un an plus tard, ils retournent ensemble en Catalogne, où naît leur fils Antoni. Hansen meurt en 1929. Plus tard, Cèlia Suñol épouse Joaquim Figuerola, avec qui elle a, en 1931, sa fille Rose. En 1932, elle devient secrétaire au département de la culture de la Generalitat de Catalogne (ca). Joaquim Figuerola meurt en 1945. Deux ans plus tard, Cèlia Suñol i Pla remporte le prix Joanot Martorell (actuel prix Sant Jordi), pour son roman Primera part. En 1950, elle publie L'home de les fires i altres contes. À l'âge de soixante-cinq ans, elle perd la vue. Elle meurt en 1986 à l'âge de 87 ans.

## Œuvres
- 1947 — Primera part (Première partie), Barcelone, Aymà. Rééditée par Adesiara en 2014 avec les passages censurés pendant le franquisme[3].
- 1950 — L'home de les fires i altres contes (L'homme des foires et autres récits), Barcelone, Selecta.

## Prix et reconnaissances
- Premi Joanot Martorell (1947) pour Primera part.